# Banyutus lethalis
Banyutus lethalis là một loài côn trùng trong họ Myrmeleontidae thuộc bộ Neuroptera. Walker chính thức xác định loài này vào năm 1853.